# Миклавж при Табору
Миклавж при Табору (словен. Miklavž pri Taboru) је насељено место у општини Табор, Савињска регија, Словенија.

## Историја
До територијалне реорганизације у Словенији био је у саставу старе општине Жалец.

## Становништво
У попису становништва из 2011. године, Миклавж при Табору је имао 167 становника.
| Број становника према пописима | Број становника према пописима | Број становника према пописима |
| ------------------------------ | ------------------------------ | ------------------------------ |
| 1991                           | 2002                           | 2011                           |
| 157                            | 160                            | 167                            |

Напомена: До 1955. исказивано под именом Свети Миклавж при Табору. Године 2018. извршена је мала размена територија између насеља Миклавж при Табору и Врхе (Трбовље, Засавска).